# Carlos Fuentes Guillén
Carlos Fuentes Guillén (Barcelona, 22 de desembre de 1976) és un actor de cinema espanyol.
Carlos Fuentes va néixer a Barcelona, encara que es va criar en L'Hospitalet de Llobregat. Fuentes va ser descobert com a actor en 1995, d'una manera casual mentre caminava pel carrer, per Manuel Huerga —el responsable de la retransmissió televisiva de la cerimònia inaugural dels Jocs Olímpics de 1992— qui li va triar com a protagonista del seu primer llargmetratge: Antàrtida, pel·lícula que li va valer la nominació com a "Millor actor revelació" en l'edició dels X Premis Goya de 1996.

## Filmografia
Els següents treballs l'han consolidat com a actor
| Any  | Pel·lícula                  | Director                                  |
| ---- | --------------------------- | ----------------------------------------- |
| 2019 | Ghost                       | Joan Alvarez                              |
| 2015 | Solo Química                | Alfonso Albacete                          |
| 2009 | Bullying                    | Josecho San Mateo                         |
| 2008 | Circuit                     | Xavier Rivera                             |
| 2007 | Chuecatown                  | Juan Flahn                                |
| 2006 | Salvador                    | Manuel Huerga                             |
| 2005 | Asalto a la casa grande     | Carlos Gil                                |
| 2004 | A +                         | Xavi Ribera                               |
| 2003 | El furgón                   | Benito Rabal                              |
| 2002 | Alas rotas                  | Carlos Gil                                |
| 2001 | School Killer               | Carlos Gil                                |
| 2001 | Tiempos de azúcar           | Juan Luis Iborra                          |
| 2000 | Km. 0                       | Juan Luis Iborra i Yolanda García Serrano |
| 2000 | El segmento de oro          | Roberto Lázaro                            |
| 2000 | La otra cara de la luna     | Lluís Josep Comerón                       |
| 1999 | No respires                 | Joan Potau                                |
| 1999 | Hijos del viento            | José Miguel Juárez                        |
| 1998 | La primera noche de mi vida | Miguel Albaladejo                         |
| 1998 | Mambí                       | Santiago Ríos i Teodoro Ríos              |
| 1998 | No se lo digas a nadie      | Francisco Lombardi                        |
| 1997 | El tiempo de la felicidad   | Manuel Iborra                             |
| 1996 | Taxi                        | Carlos Saura                              |
| 1996 | La Celestina                | Gerardo Vera                              |
| 1995 | Antártida                   | Manuel Huerga                             |

## Televisió
| Any  | Programa     | Cadena/s                            |
| ---- | ------------ | ----------------------------------- |
| 2013 | Carta a Eva  | TVE                                 |
| 2008 | Coslada cero | TVE                                 |
| 2007 | Planta 25    | Telemadrid, Canal Sur, ETB, Canal 9 |
| 1998 | Mi teniente  | TVE                                 |

## Premis
| Any  | Premi / Nominació                                           |
| ---- | ----------------------------------------------------------- |
| 1996 | Nominat al Goya com a millor actor revelació per Antártida. |